# Choi Yo-Sam
Choi Yo-Sam (16. oktober 1973 – 3. januar 2008) var en sydkoreansk verdensmester i boksning. Han blev født i Jeongeup, Jeollabukdo, Sydkorea.